# McDusia
McDusia – powieść młodzieżowa napisana przez Małgorzatę Musierowicz w 2012. Stanowi 19. część Jeżycjady.
Akcja powieści rozgrywa się w Poznaniu na przełomie 2009 i 2010 roku. Główną bohaterką książki jest tytułowa Magda Ogorzałka, córka Janiny (Kreski) i Maćka Ogorzałków. Magdusia przybywa do Poznania w celu posprzątania mieszkania po zmarłym pradziadku, profesorze Czesławie Dmuchawcu. Tymczasowo zatrzymuje się u Borejków, gdzie trwają przygotowania do ślubu Laury Pyziak (młodszej córki Gabrieli Stryby i Janusza Pyziaka) i Adama Fidelisa. Sama Magdusia zaczyna się interesować Ignacym Grzegorzem, przyrodnim bratem Laury i jego kuzynem Józinkiem.

## Główna bohaterka
Magdalena "McDusia" Ogorzałka - córka Kreski i Maćka Ogorzałków. Nazywana przez Idę Pałys "McDusią" ze względu na jej niezdrowy tryb odżywiania. Zakochana w Ignacym Grzegorzu.

## Pozostali bohaterowie
Laura Fidelis (Pyziak) - wzięła ślub z Adamem, pięknie śpiewa, rozczarował ją przyjazd jej ojca.
Róża Schoppe (Pyziak) - siostra Laury, z mężem Fryderykiem i córeczką Milą mieszka w Oksfordzie.
Ignacy Grzegorz Stryba - miłośnik książek, zakochany w McDusi.
Józef (Józinek) Pałys - podkochuje się w Staszce Trolli, o jego względy stara się Agata Janicka, koleżanka z klasy.

## Konteksty współczesne
W powieści zostaje wspomniany singiel Sylwii Grzeszczak i Libera Co z nami będzie z ich albumu Ona i On z 2008 roku - jego nagranie ma być prezentem gwiazdkowym Józinka dla Agaty.